# Émile Dumas (raseteur)
Pour les articles homonymes, voir Émile Dumas et Dumas.
Émile Dumas, né le 9 septembre 1945 à Saint-Martin-de-Crau, est un raseteur français, double vainqueur du Trophée des As.

## Biographie

### Carrière de raseteur
Il remporte le Trophée des As en 1973 et 1974.

#### Palmarès
- Palme d'or : 1968[1]
- Trophée des As : 1973, 1974

### Retraite
Il dirige l'école taurine de Saint-Martin-de-Crau où il a comme élève Thierry Ferrand.
Le 18 mai 2011, il est fait citoyen d'honneur de Saint-Martin-de-Crau par le maire Claude Vulpian.
Le 30 septembre 2013, il porte le cercueil de Patrick Castro pour un dernier hommage dans les arènes Francis San Juan à Lunel.
Son fils, Jérôme, deviendra raseteur après lui et fera « une carrière honnête », selon Jacky Siméon.